# Ochtersum
Ochtersum ist eine Gemeinde in der Samtgemeinde Holtriem im ostfriesischen Landkreis Wittmund, Niedersachsen. Die Gemeinde hatte 2004 etwa 950 Einwohner und erstreckt sich auf einer Gesamtfläche von 10,82 Quadratkilometern.

## Geografie

### Lage
Ochtersum liegt zehn Kilometer westlich von Esens an der Landesstraße 6 zwischen Holtgast und Utarp.

### Gemeindegliederung
Die Ortsteile sind Barkholt, Ostochtersum und Westochtersum.

## Geschichte
Die erste urkundliche Erwähnung datiert in das Jahr 1411. Die St. Materniani-Kirche Westochtersum wurde zwischen 1260 und 1270 erbaut. Vor der Eindeichung nördlicher Gebiete konnte bei hoher Flut die Nordsee bis zur Kirche heranreichen.
Von der einstigen Turmholländer-Windmühle steht heute nur noch der Rumpf. Sie wurde 1911 anstelle einer Bockwindmühle errichtet.
Die heutige Gemeinde Ochtersum entstand am 1. Juli 1972 aus dem Zusammenschluss der beiden Gemeinden Ostochtersum und Westochtersum.

## Politik

### Gemeinderat
Der Rat der Gemeinde Ochtersum besteht aus neun Ratsfrauen und Ratsherren. Dies ist die festgelegte Anzahl für die Mitgliedsgemeinde einer Samtgemeinde mit einer Einwohnerzahl zwischen 501 und 1000 Einwohnern. Die neun Ratsfrauen und Ratsherren werden durch eine Kommunalwahl für jeweils fünf Jahre gewählt. Die laufende Amtszeit begann am 1. November 2021 und endet am 31. Oktober 2026.
Die letzte Kommunalwahl vom 12. September 2021 ergab das folgende Ergebnis:
| Partei                | Anteilige Stimmen | Anzahl Sitze |
| --------------------- | ----------------- | ------------ |
| FWG                   | 75,46 %           | 7            |
| Bündnis 90/Die Grünen | 16,98 %           | 1            |
| FDP                   | 4,09 %            | 0            |
| Einzelbewerber        | 3,47 %            | 0            |

Die Wahlbeteiligung bei der Kommunalwahl 2021 lag mit 57 % geringfügig unter dem niedersächsischen Durchschnitt von 57,1 %.
Zum Vergleich – die Wahlbeteiligung bei der Kommunalwahl 2016 lag mit 54,52 % unter dem niedersächsischen Durchschnitt von 55,5 %. Bei der vorherigen Kommunalwahl vom 11. September 2011 lag die Wahlbeteiligung bei 53,20 %.

### Bürgermeister
Der Gemeinderat wählte das Gemeinderatsmitglied Franz Pfaff (FWG) zum ehrenamtlichen Bürgermeister für die aktuelle Wahlperiode.

## Sehenswürdigkeiten
- Westochtersumer Kirche aus dem 13. Jahrhundert